# Ambient house
Genres dérivés
Ambient techno, trance, IDM
L'ambient house est un genre de musique électronique ayant émergé à la fin des années 1980 au Royaume-Uni, mêlant des éléments d'acid house et d'ambient. Les chansons du genre ambient présentent typiquement un pattern en 4/4 et d'échantillonnage vocal intégré dans un style « atmospherique ».

## Histoire

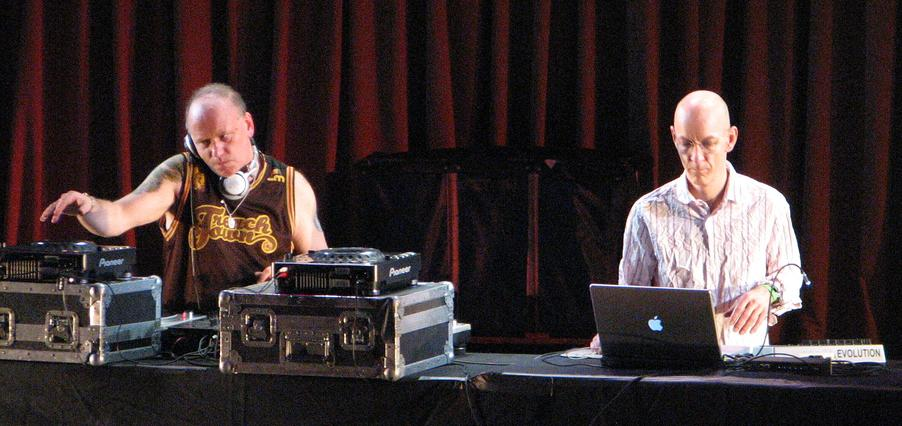
The Orb en 2006.

En 1989, Paul Oakenfold et Dr. Alex Paterson (en) dirigent un club d'acid house et de chill-out nommé Heaven. Ici, Paterson (par la suite chanteur pour The Orb) mélange des chansons de Brian Eno, Pink Floyd, et 10cc à un faible volume accompagnées de projections vidéo. À cette même période, au East End de Londres, des soirées Spacetime se déroulent à Cable Street. Ces soirées en compagnie de Mixmaster Morris et organisées par Jonah Sharp, mettent en avant la conversation plutôt que la danse.
Le mouvement ambient house débute à la fin des années 1980 grâce à la demande grandissante de musiques post-rave. Il se construit principalement grâce aux membres de The Orb, Alex Paterson et Jimmy Cauty. Ils s'inspirent de divers influences musicales dont Yellow Magic Orchestra (actif depuis fin des années 1970), un groupe de musique électronique fréquemment cité comme pionnier de l'ambient house music, Steve Reich, Brian Eno, du reggae, et du rock psychédélique des années 1970, dont Pink Floyd. Inspirés par la musique house jouée par des DJs tels que Larry « Mr. Fingers » Heard, Paterson et Cauty débutent dans le DJ-ing et compose de la musique expérimentale. The Orb établit le genre en 1989 en tant que disc-jockeys lors de soirées appelées The Land of Oz. À la suite d'une session d'enregistrement avec John Peel plus tard la même année, The Orb fait paraître l'album A Huge Ever Growing Pulsating Brain That Rules from the Centre of the Ultraworld. À part les sessions de Paterson et Cauty au Trancentral Studio, l'album de Cauty et KLF de Bill Drummond, Chill Out (sur lequel Paterson n'est pas crédité) est également paru. L'un des premiers albums du genre ambient house, The Grove Dictionary of Music le décrit comme « une version pop de la musique concrète des années 1980. » Après sa séparation avec The Orb, Cauty achève son album solo, Space, et le groupe, de son côté, fait paraître le single Little Fluffy Clouds ; il s'agit des quelques compositions les plus importantes du genre ambient house. En 1991, The Orb fait paraître l'album The Orb's Adventures Beyond the Ultraworld, composé de leurs deux précédents singles.
L'ambient house reste actif grâce à d'autres musiciens tels que Juno Reactor, Pete Namlook, Aphex Twin et Tetsu Inoue.